# Thompson (Manitoba)
Thompson es una ciudad en el norte de la provincia de Manitoba, Canadá. Está clasificada por Statistics Canada como la ciudad más violenta de Canadá. Al formar parte del "Eje del Norte", sirve como el centro de comercio regional y centro de servicio del norte de Manitoba. Thompson se encuentra a 830 kilómetros (520 millas) al norte de la frontera entre Canadá y Estados Unidos, a 739 km (459 millas) al norte de la capital de la provincia, Winnipeg, y a 396 km (246 millas) al noreste de Flin Flon. Tiene una población de 12 829 habitantes, y también sirve como un centro comercial para unos 36.000 - 65.000 habitantes del resto de Manitoba. Como tal, tiene todos los servicios y comodidades que se esperarían en un centro urbano mucho más grande.

## Historia
La zona de Thompson fue habitada por primera vez por cazadores nómadas paleoindios aproximadamente en 6000 a. C. Los europeos llevaron a cabo una encuesta federal geológica en Thompson en 1896.
La historia moderna de Thompson se inició en 1956, cuando el 4 de febrero, un importante yacimiento fue descubierto por el uso de un electromagnetómetro en el aire después de diez años de exploración minera en la región. La comunidad fue fundada en 1957 tras un acuerdo con el Gobierno de Manitoba y de Inco Limited. Thompson es una comunidad planeada y lleva el nombre del presidente de Inco, John F. Thompson. La población se ha estimado en un número tan alto como 26 000 habitantes antes de la recesión en la década de 1970. El acuerdo de 1957 requería que Inco brinde asistencia financiera para el Sistema de Generación de Kelsey, y un ramal para conectar la comunidad con la Línea de CN Bahía cerca de Thicket Portage. Thompson fue incorporada como ciudad en 1967 en el aniversario del Centenario de Canadá, y en 1970 como una ciudad ante la presencia real de la reina Isabel II de Inglaterra, después de haber alcanzado una población de 20.000. Durante las décadas siguientes se produjo una disminución de la población, estabilizándose en torno a 14.000 personas. Thompson llegó a ser conocido como "El Eje del Norte", al funcionar como centro para la política y el comercio en la región.
Al mismo tiempo, Thompson se vio plagado por una serie de graves problemas sociales: por ejemplo, cuenta con una significativa población errante, conocida por su comportamiento público antisocial, como orinar en público. La gravedad del problema llevó al actual alcalde a convocar una reunión de emergencia con la Provincia de Manitoba. Tras la reunión con el ministro de Justicia de la Provincia, el alcalde Tim Johnston reconoció: "yo sé que la percepción de la seguridad pública está afectando las decisiones de la gente de permanecer en esta comunidad. Está impactando en las decisiones de la gente de venir a esta comunidad, y de nuevo, esto simplemente no es aceptable. Tenemos que hacerlo mejor. Es un gran problema para nosotros."

## Clima
| Parámetros climáticos promedio de Aeropuerto de Thompson (1981-2010) | Parámetros climáticos promedio de Aeropuerto de Thompson (1981-2010) | Parámetros climáticos promedio de Aeropuerto de Thompson (1981-2010) | Parámetros climáticos promedio de Aeropuerto de Thompson (1981-2010) | Parámetros climáticos promedio de Aeropuerto de Thompson (1981-2010) | Parámetros climáticos promedio de Aeropuerto de Thompson (1981-2010) | Parámetros climáticos promedio de Aeropuerto de Thompson (1981-2010) | Parámetros climáticos promedio de Aeropuerto de Thompson (1981-2010) | Parámetros climáticos promedio de Aeropuerto de Thompson (1981-2010) | Parámetros climáticos promedio de Aeropuerto de Thompson (1981-2010) | Parámetros climáticos promedio de Aeropuerto de Thompson (1981-2010) | Parámetros climáticos promedio de Aeropuerto de Thompson (1981-2010) | Parámetros climáticos promedio de Aeropuerto de Thompson (1981-2010) | Parámetros climáticos promedio de Aeropuerto de Thompson (1981-2010) |
| Mes                                                                  | Ene.                                                                 | Feb.                                                                 | Mar.                                                                 | Abr.                                                                 | May.                                                                 | Jun.                                                                 | Jul.                                                                 | Ago.                                                                 | Sep.                                                                 | Oct.                                                                 | Nov.                                                                 | Dic.                                                                 | Anual                                                                |
| -------------------------------------------------------------------- | -------------------------------------------------------------------- | -------------------------------------------------------------------- | -------------------------------------------------------------------- | -------------------------------------------------------------------- | -------------------------------------------------------------------- | -------------------------------------------------------------------- | -------------------------------------------------------------------- | -------------------------------------------------------------------- | -------------------------------------------------------------------- | -------------------------------------------------------------------- | -------------------------------------------------------------------- | -------------------------------------------------------------------- | -------------------------------------------------------------------- |
| Temp. máx. abs. (°C)                                                 | 8.1                                                                  | 8.2                                                                  | 15.9                                                                 | 29.4                                                                 | 32.6                                                                 | 37.4                                                                 | 35.9                                                                 | 34.6                                                                 | 32.2                                                                 | 24.6                                                                 | 13.4                                                                 | 5.0                                                                  | 37.4                                                                 |
| Temp. máx. media (°C)                                                | −18.3                                                                | −13.5                                                                | −5.0                                                                 | 4.8                                                                  | 13.1                                                                 | 19.8                                                                 | 23.1                                                                 | 21.4                                                                 | 13.6                                                                 | 4.4                                                                  | −7.3                                                                 | −15.7                                                                | 3.4                                                                  |
| Temp. media (°C)                                                     | −23.9                                                                | −20.1                                                                | −12.5                                                                | −2.2                                                                 | 6.1                                                                  | 12.6                                                                 | 16.2                                                                 | 14.5                                                                 | 7.8                                                                  | 0.1                                                                  | −12.0                                                                | −20.9                                                                | -2.9                                                                 |
| Temp. mín. media (°C)                                                | −29.3                                                                | −26.5                                                                | −19.9                                                                | −9.1                                                                 | −0.8                                                                 | 5.4                                                                  | 9.1                                                                  | 7.6                                                                  | 1.9                                                                  | −4.3                                                                 | −16.6                                                                | −26.2                                                                | -9.1                                                                 |
| Temp. mín. abs. (°C)                                                 | −48.9                                                                | −47.8                                                                | −48.3                                                                | −34.4                                                                | −18.3                                                                | −5.6                                                                 | −3.1                                                                 | −3.5                                                                 | −11.1                                                                | −27.1                                                                | −41.2                                                                | −47.6                                                                | −48.9                                                                |
| Precipitación total (mm)                                             | 19.5                                                                 | 16.5                                                                 | 22.5                                                                 | 29.0                                                                 | 47.4                                                                 | 67.8                                                                 | 80.9                                                                 | 70.7                                                                 | 62.1                                                                 | 37.1                                                                 | 32.9                                                                 | 22.8                                                                 | 509.2                                                                |
| Lluvias (mm)                                                         | 0.1                                                                  | 0.3                                                                  | 1.0                                                                  | 6.7                                                                  | 36.9                                                                 | 66.6                                                                 | 80.9                                                                 | 70.7                                                                 | 59.2                                                                 | 16.6                                                                 | 1.1                                                                  | 0.1                                                                  | 340.2                                                                |
| Nevadas (cm)                                                         | 22.7                                                                 | 18.9                                                                 | 23.4                                                                 | 23.0                                                                 | 11.2                                                                 | 1.1                                                                  | 0.0                                                                  | 0.0                                                                  | 3.0                                                                  | 21.4                                                                 | 35.4                                                                 | 27.0                                                                 | 187.1                                                                |
| Días de precipitaciones (≥ 0.2 mm)                                   | 12.2                                                                 | 11.1                                                                 | 9.6                                                                  | 8.0                                                                  | 11.0                                                                 | 11.6                                                                 | 14.0                                                                 | 13.7                                                                 | 14.4                                                                 | 12.3                                                                 | 13.3                                                                 | 13.0                                                                 | 144.3                                                                |
| Días de lluvias (≥ 0.2 mm)                                           | 0.26                                                                 | 0.38                                                                 | 1.0                                                                  | 3.0                                                                  | 9.0                                                                  | 11.6                                                                 | 14.0                                                                 | 13.7                                                                 | 13.8                                                                 | 6.5                                                                  | 1.2                                                                  | 0.48                                                                 | 74.9                                                                 |
| Días de nevadas (≥ 0.2 cm)                                           | 12.4                                                                 | 11.2                                                                 | 9.4                                                                  | 6.1                                                                  | 3.3                                                                  | 0.56                                                                 | 0.0                                                                  | 0.0                                                                  | 1.1                                                                  | 7.7                                                                  | 13.0                                                                 | 12.9                                                                 | 77.7                                                                 |
| Horas de sol                                                         | 96.6                                                                 | 120.6                                                                | 172.3                                                                | 224.9                                                                | 258.6                                                                | 268.8                                                                | 278.4                                                                | 253.3                                                                | 144.2                                                                | 92.5                                                                 | 63.5                                                                 | 66.6                                                                 | 2040.3                                                               |
| Fuente: Environment Canada                                           |                                                                      |                                                                      |                                                                      |                                                                      |                                                                      |                                                                      |                                                                      |                                                                      |                                                                      |                                                                      |                                                                      |                                                                      |                                                                      |

## Crimen
En los últimos años, Thompson ha sido calificada como la ciudad más violenta de Canadá según lo determinado por Statistics Canada, una agencia gubernamental que analiza las estadísticas del crimen sobre una base anual.
Thompson tuvo la peor tasa de delincuencia en todo Canadá en 2008, 2010, 2011 y 2012. El único año en el que Thompson no ocupó el primer lugar fue en 2009, cuando ocupó el segundo lugar general y fue clasificada como la segunda ciudad más violenta en Canadá.

## Deportes
El principal equipo de hockey de Thompson son los Norman Northstars. Pero hay otros equipos de hockey de menor importancia, como los King Miners.
Jennifer Saunders, actual campeona femenina de Canadá de Racquetball, nació y se crio en Thompson, graduándose del R. D. Parker Collegiate en 1994.
A los equipos de la escuela secundaria se les llama los Troyanos de R. D. Parker Collegiate. Los rivales de los troyanos son los Hapnot Kopper Kings de Flin Flon y los MBCI Spartans de The Pas.
Cada año, en el mes de abril, los alumnos de las seis escuelas primarias en los grados 4-8 compiten en los Knights of Columbus de atletismo. Juniper School ha dominado el KoC en la década de 1990, y la Westwood School ha tenido una racha de victorias durante la década de 2000.
Thompson tiene un gran pista de curling de 6 superficies de hielo de largo, llamada Burntwood Curling Club. El BCC ha sido huésped de varios concursos zonales y provinciales.
Thompson es también el lugar de nacimiento de dos jugadores de la NHL, Curtis Leschyshyn y Jody Shelley.

## Demografía
| Fecha                                         | Hoy día | Seis meses % Cambio | Un Año % Cambio |
| --------------------------------------------- | ------- | ------------------- | --------------- |
| Primavera 2010                                | 0.3%    | +0.2%               | +0.3%           |
| Otoño 2009                                    | 0.1%    | -0.1%               | +0.1%           |
| Primavera 2009                                | 0.2%    | +0.2%               | 0.0%            |
| Otoño 2008                                    | 0.0%    | -0.2%               | -2.4%           |
| Primavera 2008                                | 0.2%    | -2.2%               | -5.2%           |
| Otoño 2007                                    | 2.4%    | -3.3%               | n/a             |
| Primavera 2007                                | 5.7%    | n/a                 | n/a             |
| Fuente: CMHC - Manitoba Rental Market Reports |         |                     |                 |

En 2016, las personas de ascendencia europea constituían el 43,9% de la población, seguidas de cerca por los amerindios de Canadá (43,5%), entre los que destacan los métis (10,8%). Esto hace de Thompson la ciudad con mayor proporción de amerindios de entre las 152 ciudades más pobladas de Canadá.
El resto de la población pertenecía a otras minorías 12,5%), de las cuales las más numerosas eran las procedentes del sur de Asia (7,5%) y de África (2,1%).
| Año  | Población | Cinco años % cambio | Diez años % cambio | Ranking dentro de Manitoba |
| ---- | --------- | ------------------- | ------------------ | -------------------------- |
| 1956 | *         | *                   | *                  | *                          |
| 1961 | *         | *                   | *                  | *                          |
| 1966 | *         | *                   | *                  | *                          |
| 1971 | 19,001    | *                   | *                  | 3                          |
| 1976 | 17,291    | -9.98%              | *                  | 3                          |
| 1981 | 14,288    | -21.02%             | -32.99%            | 3                          |
| 1986 | 14,701    | +2.89%              | -17.62%            | 3                          |
| 1991 | 14,977    | +1.88%              | +4.82%             | 3                          |
| 1996 | 14,385    | -4.16%              | -2.20%.            | 3                          |
| 2001 | 13,256    | -8.52%              | -12.98%            | 3                          |
| 2006 | 13,446    | +1.43%              | -6.98%             | 3                          |
| 2011 | 12,829    | -4.59%              | -3.22%             | 5                          |